# حزب کنگره دموکراتیک (لسوتو)
کنگره دموکراتیک (به انگلیسی: Democratic Congress) یک حزب سیاسی در کشور لسوتو است که از حزب کنگره برای دموکراسی لسوتو منشعب شده‌است. رهبری این حزب بر عهدهٔ ماتیبلی موخوتو است.

## تاریخچه حزب
قبل از انتخابات سراسری لسوتو در سال ۲۰۱۲، حزب حاکم کنگره برای دموکراسی لسوتو دچار انشعاب شد، به طوری که نخست‌وزیر پاکالیثا موسسیلی از حزب جدا شد. سپس او حزب کنگره دموکراتیک را تأسیس کرد و در ابتدا نام بنیان‌گذار LCD، نتسو موکهله، را در نام حزب گنجاند. سپس دبیرکل LCD موتِتجوآ متسینگ رهبری LCD را به عهده گرفت.